# Paul Heusy
Pour les articles homonymes, voir Heusy.
Paul Heusy, né à Verviers (Belgique) le 10 décembre 1834 et mort à Limeil-Brévannes (France) le 22 novembre 1915, est un écrivain belge.

## Biographie
Paul Heusy, né Alfred Guinotte, est diplômé en droit à l'université de Liège en 1856 et s'inscrit au Barreau de Liège. Avocat à l'université de Liège, il collabore à la Revue trimestrielle de l'établissement et y publie deux nouvelles, Franz Brenner (1858) et Louise (1858). Il édite des chroniques politiques et une saynète, Le mariage m’épouvante dans la revue liégeoise La Belgique contemporaine dont il est directeur de 1861 à 1862. 
Il s'établit à Paris où il publie son premier roman, sous le pseudonyme d'une commune verviétoise, Heusy. Un coin de la vie de misère (1878) rencontre un succès en deçà de ses ambitions.
En juillet 1883, il part avec sa famille en Floride, pour s'essayer à la culture de l'oranger tout en publiant au quotidien politique et littéraire français Radical des Lettres floridiennes, qui sont une étude des mœurs américaines. Il revient en décembre 1886 à Bruxelles puis s'installe à Argenteuil. En janvier de l'année suivante, il réintègre le Radical et y publie quelque deux-cent-trente récits. Il quitte le journal en 1908. 
Également critique d'art, chroniqueur littéraire et judiciaire, il suit notamment en 1888 le procès de Camille Lemonnier. En 1908, il repart aux États-Unis et s'installer au Minnesota, écrivant des articles pour des journaux parisiens. Il regagne Paris en été de l'année 1913.
Son roman non édité, Histoire du peintre Eugène-Marie (l'histoire douloureuse d'un enfant adultérin) est retrouvé par sa fille Marguerite en 1955 et confié à la Bibliothèque royale de Belgique afin d'être joint aux autres œuvres inédites de son père.